# (11238) Johanmaurits
(11238) Johanmaurits ist ein Asteroid des Hauptgürtels, der am 24. September 1960 von dem niederländischen Astronomenehepaar Cornelis Johannes van Houten und Ingrid van Houten-Groeneveld entdeckt wurde. Die Entdeckung geschah im Rahmen des Palomar-Leiden-Surveys, bei dem von Tom Gehrels mit dem 120-cm-Oschin-Schmidt-Teleskop des Palomar-Observatoriums (IAU-Code 675) aufgenommene Feldplatten an der Universität Leiden durchmustert wurden.
Der Asteroid wurde am 6. März 2004 nach dem niederländischen Feldmarschall Johann Moritz Fürst von Nassau-Siegen (1604–1679) benannt, der von 1636 bis 1644 als General-Gouverneur der Besitzungen der Niederländischen Westindien-Kompanie in Brasilien (Niederländisch-Brasilien) diente und Verwaltung und Industrie der Kolonie reformierte.